# Siikalampi (sjö i Lappland)
Siikalampi är en sjö i Finland. Den ligger i kommunen Rovaniemi i landskapet Lappland, i den norra delen av landet, 700 km norr om huvudstaden Helsingfors. Siikalampi ligger 185,1 meter över havet. Arean är 15,9 hektar och strandlinjen är 1,69 kilometer lång. Sjön  ingår i Kemi älvs huvudavrinningsområde. 